# Voultegon
Voultegon var en kommun i departementet Deux-Sèvres i regionen Nouvelle-Aquitaine i västra Frankrike. Kommunen låg i kantonen Mauléon som tillhör arrondissementet Bressuire. Området som utgjorde den tidigare kommunen Voultegon hade 593 invånare år 2017.
Kommunen upphörde den 1 januari 2013, då den slogs samman med kommunen Saint-Clémentin till den nya kommunen Voulmentin.

## Befolkningsutveckling
Antalet invånare i kommunen Voultegon
| Referens: INSEE |